# Kings & Queens (bài hát của Ava Max)
"Kings & Queens" là một bài hát của ca sĩ người Mỹ Ava Max, được phát hành vào ngày 12 tháng 3 năm 2020 bởi Atlantic Records. Đây là đĩa đơn thứ năm trong album phòng thu đầu tay Heaven Hell ra mắt năm 2020 của cô. Bài hát do Ava Max và Brett McLaughlin, Desmond Child, Hillary Bernstein, Jakke Erixson, Madison Love, Mimoza Blinsson phối hợp sáng tác, với sự tham gia sản xuất của Cirkut và RedOne. Là ca khúc thuộc thể loại powerpop, pha trộn với nhạc điện tử thông qua nhạc cụ guitar điện, "Kings & Queens" sử dụng phương thức "interpolation" để sử dụng lại một số giai điệu của bài hát "If You Were a Woman (And I Was a Man)" do Bonnie Tyler phát hành năm 1986. Những giai điệu này cũng từng được Bon Jovi dùng cho ca khúc "You Give Love a Bad Name" ra mắt cùng năm. "Kings & Queens" mang đến cho người nghe thông điệp về việc nâng cao vị thế của người phụ nữ trong xã hội.
"Kings & Queens" nhận được những đánh giá nhìn chung tích cực từ giới phê bình âm nhạc, với sự ca ngợi dành cho phần sản xuất âm nhạc, đoạn độc tấu guitar cũng như lời bài hát. Ca khúc đã dẫn đầu nhiều bảng xếp hạng ở Israel, Ba Lan và Slovenia, đạt vị trí thứ 13 trên bảng xếp hạng Billboard Hot 100 Hoa Kỳ và vị trí thứ 19 trên bảng xếp hạng UK Singles Chart, nhận về chứng nhận thu âm bạch kim ở 10 quốc gia, bao gồm Hoa Kỳ và Vương quốc Anh. Video âm nhạc của bài hát do Isaac Rentz làm đạo diễn, với hình ảnh Ava Max và một nhóm vũ công đang nhảy múa trong cung điện của mình, nơi cô đang tổ chức một bữa yến tiệc. Video lấy cảm hứng từ nhân vật Daenerys Targaryen trong series phim truyền hình Game of Thrones của đài HBO. Ngày 6 tháng 8 năm 2020, bản phối lại của bài hát có tựa đề "Kings & Queens, Pt. 2" chính thức được phát hành, với sự góp mặt của ca sĩ người Mỹ Lauv và rapper Saweetie.

## Bối cảnh và sáng tác
Năm 2018, Ava Max lên kế hoạch phát triển "Kings & Queens" bằng việc thu âm bài hát tại 5 phòng thu khác nhau ở Châu Âu, Đức và Los Angeles. Bài hát đã trải qua nhiều lần sản xuất, với mười phiên bản khác nhau và nhiều kiểu giai điệu trước khi phiên bản cuối cùng hoàn thiện vào khoảng tháng 8 đến tháng 9 năm 2019. Max cùng nhạc sĩ người Mỹ Madison Love viết phần verse và phần pre-chorus, trước khi nhà sản xuất thu âm người Maroc-Thụy Điển RedOne viết nốt phần chorus. Ban đầu, đoạn chorus chỉ bao gồm giai điệu, nhưng sau đó Leland, Love và Cirkut quyết định xây dựng lại phần này. Bằng phương thức "interpolation", họ dùng lại giai điệu phần chorus của bài hát "If You Were a Woman (And I Was a Man)" do Bonnie Tyler phát hành năm 1986. Đây cũng là đoạn chorus mà Bon Jovi đã sử dụng cho bài hát ra mắt cùng năm của mình mang tên "You Give Love a Bad Name". Do đó, Desmond Child được ghi nhận là nhạc sĩ của "Kings & Queens". Ava Max sau đó quyết định sử dụng thêm guitar điện để giúp bài hát có thêm chất pop điện tử. Ngày 27 tháng 2 năm 2020, Ava Max chính thức xác nhận sự tồn tại của "Kings & Queens", đồng thời cho biết rằng Cirkut, RedOne và Love là những người cùng tham gia sản xuất ca khúc. Ngày 7 tháng 3 năm 2020, Ava Max tiết lộ ngày phát hành của bài hát, kèm tựa đề của bài và poster nghệ thuật. Bài hát do Ava Max và Leland, Child, Hillary Bernstein, Jakke Erixson, Love, Mimoza Blinsson cùng sáng tác, hợp tác cùng hai nhà sản xuất Cirkut và RedOne.
Về mặt âm nhạc, "Kings & Queens" thuộc thể loại powerpop, với một vài đoạn verse rộn ràng và một đoạn hook có chứa các giai điệu của đàn synthesizer. Phần độc tấu guitar sau verse thứ hai chứa đựng các yếu tố của glam rock, thứ mà Jon Blistein của tạp chí Rolling Stone mô tả là có "phẩm chất tương đồng với ban nhạc Queen". Theo Ava Max, lời bài hát của "Kings & Queens" mang thông điệp thế giới sẽ trở nên tốt đẹp hơn khi phụ nữ nắm vai trò lãnh đạo. Cô so sánh tác phẩm với bài hát trước đó của mình là "So Am I" (2019), thừa nhận rằng cả hai bài đều chứa đựng một thông điệp tương tự nhau về việc nâng cao vị thế của người phụ nữ. Một câu trích dẫn từ cuốn sách Alice ở xứ sở thần tiên cũng được sử dụng trong bài hát: "Disobey me, then baby, it's off with your head" (Không vâng lời ta thì thủ cấp của nhà ngươi sẽ rơi xuống đất đó nha cưng). Những câu ẩn dụ về môn cờ vua cũng được lồng ghép trong lời bài hát.

## Đánh giá chuyên môn
Viết cho trang web MTV News, Madeline Rothman ca ngợi phần độc tấu bằng guitar điện mạnh mẽ của bài hát với phần lời, "You might think I'm weak without a sword / But if I had one it'd be bigger than yours" (Nhà ngươi nghĩ rằng ta yếu đuối nếu trên tay không có thanh kiếm à / Nếu trên tay ta có kiếm thì thanh kiếm của nhà ngươi chẳng so được với nó đâu"). Mike Nied của trang web Idolator thì cho rằng bài hát là minh chứng cho khả năng của Ava trong việc "lấp kín các sàn nhảy trên khắp thế giới". Nicholas Hautman của tạp chí Us Weekly nhận định "Kings & Queens" là "một trong những đĩa đơn xuất sắc nhất năm 2020 tính đến thời điểm hiện tại", đồng thời dành lời khen cho "giọng hát mạnh mẽ và đậm chất sân khấu" của Max cũng như phần độc tấu guitar. Trên trang web Uproxx, Caitlin White khẳng định lời bài hát vừa là "một sự tôn vinh khôn khéo dành cho sức mạnh của người phụ nữ", vừa và "một lời kêu gọi rằng đàn ông hãy dành sự quan tâm, ủng hộ đến những nữ hoàng trong cuộc đời họ". Trong khi đó, Heran Mamo của tạp chí Billboard dẫn lại câu hát trong "Kings & Queens": "In chess, the king can move one space at a time/But queens are free to go wherever they like" (Trên bàn cờ vua, quân vua chỉ có thể di chuyển từng ô một/Nhưng quân hậu có thể tự do di chuyển đến bất cứ nơi nào nó muốn), từ đó thừa nhận việc tác phẩm là một sự so sánh giữa các nước đi trên bàn cờ với chủ nghĩa nữ quyền. Cây bút Andrew Chinikidiadi của Soundigest ca ngợi phần chuyển tiếp từ đoạn riff (với các giai điệu từ cây guitar điện) đến đoạn bridge rồi đến đoạn kết của bài. Mặc dù vậy, tác giả này không đánh giá cao sự lặp lại của lời bài hát cũng như thời lượng của bản nhạc.
"Kings & Queens" vinh dự được tạp chí Billboard xếp ở vị trí thứ 53 trên 100 bài hát hay nhất năm 2020. Ấn phẩm này thừa nhận rằng ca khúc là một "bài hát không chính thức dành cho một mùa Pride 2020 không có lễ diễu hành" khi mọi người đang trải qua thời gian phong tỏa vì dịch COVID-19. Bên cạnh đó, tạp chí này cũng liệt kê "Kings & Queens" vào danh sách 30 ca khúc hay nhất năm 2020, đồng thời so sánh giai điệu "chân thành đến khó tin" của bài hát với giai điệu hair metal từ những năm 1980.

## Diễn biến thương mại
Vào ngày 22 tháng 8 năm 2020, "Kings & Queens" có màn chào sân trên bảng xếp hạng Billboard Hot 100 của Mỹ  bằng vị trí thứ 73. Vị trí cao nhất mà bài hát đạt được là thứ hạng 13 (ngày 24 tháng 11 năm 2020). Ca khúc cũng dẫn đầu bảng xếp hạng Adult Top 40 vào ngày 12 tháng 12 năm 2020. Ngày 1 tháng 6 năm 2022, Hiệp hội Công nghiệp Ghi âm Hoa Kỳ (RIAA) đã trao tặng chứng nhận bạch kim kép cho "Kings & Queens" khi đĩa đơn này bán được 2.000.000 bản tại Hoa Kỳ. Đây là lần đầu tiên sau 35 năm, một bản giai điệu được "interpolation" do nhạc sĩ Child sáng tác giành được chứng nhận bạch kim. Ngày 16 tháng 1 năm 2021, "Kings & Queens" đạt vị trí thứ 15 trên bảng xếp hạng Canadian Hot 100. Với doanh số 320.000 đĩa được bán ra, "Kings & Queens" sau đó đã được Music Canada (MC) trao bốn chứng nhận bạch kim vào ngày 8 tháng 4 năm 2022.
Ngày 3 tháng 7 năm 2020, "Kings & Queens" vươn lên vị trí thứ 19 trên bảng xếp hạng UK Singles Chart của Vương quốc Anh. Ca khúc cũng nhận được 1 chứng nhận bạch kim tại Anh cho doanh số 600.000 đĩa bán ra tại quốc gia này. "Kings & Queens" cũng vươn lên dẫn đầu bảng xếp hạng Top 100 Airplay của Ba Lan vào ngày 27 tháng 6 năm 2020 và được Hiệp hội Công nghiệp Ghi âm Ba Lan (ZPAV) tặng ba chứng nhận bạch kim cho doanh số 150.000 đĩa bán ra. Tại Úc, ca khúc giữ vị trí trong bảng xếp hạng ARIA Singles Chart 11 tuần liên tiếp và đạt vị trí cao nhất (31) trên bảng xếp hạng này vào ngày 4 tháng 10 năm 2020.

## Video ca nhạc
Ngày 12 tháng 3 năm 2020, Ava Max phát hành một video visualizer, đi kèm phần nhạc và lời của bài hát "Kings & Queens", trong đó mô tả Ava Max là một nữ hoàng, trên tay đang cầm một ly sâm panh và thanh kiếm, theo sau đó là những hình ảnh về một bộ bài hoàng gia. Trong một bài phỏng vấn trên trang MTV News, Max thừa nhận rằng video âm nhạc chính thức đã được cô thực hiện xong, đồng thời tiết lộ rằng nó chứa đựng "rất nhiều màu sắc, cực kỳ vui nhộn, vũ đạo sôi động và có không khí của một bữa tiệc to lớn". Cô ví tác phẩm của mình giống như một chiếc cầu vồng. Video âm nhạc chính thức được phát hành vào ngày 27 tháng 3 năm 2020, do Isaac Rentz đóng vai trò đạo diễn. Trong video, Max nhảy múa bên cạnh một nhóm vũ công trong cung điện giống như thiên đường của mình. Cảm hứng của Ava Max bắt nguồn từ hình tượng Daenerys Targaryen trong loạt phim truyền hình Game of Thrones của Mỹ. Sau đó, cô muốn nhân vật mà mình vào vai là một nữ hoàng Amazon với các chiến binh vây quanh. Ava Max và Isaac Rentz đã phối hợp với nhau, thông qua moodboard để liệt kê một số ý tưởng về chủ đề nữ quyền cho video âm nhạc "Kings & Queens". Theo lời kể của Rentz, Max là một nghệ sĩ rất "nhiệt tình" với công việc. Cô rất quan tâm đến mọi chi tiết của quá trình xây dựng video nhằm đảm bảo tác phẩm của mình đủ "chân thực và thể hiện được nét riêng". Cũng theo Rentz, Max từng nhắn tin cho anh vào lúc 2 giờ sáng chỉ để lên ý tưởng cho việc loài chim nào mà cô sẽ cầm trên tay trong đoạn verse của bài hát. Theo Max, "Kings & Queens" là một video ca nhạc chứa đựng yếu tố "hoàng gia, nhưng có sự kết hợp giữa hiện đại kết hợp với tương lai", nhằm đảm bảo rằng tác phẩm sẽ trở nên tối giản.
Mở đầu video ca nhạc là cảnh Max ngồi trên ngai vàng, giữa hai chân cô kẹp một thanh kiếm. Sau đó, hình ảnh bữa tiệc xuất hiện, các vũ công bắt đầu đánh chén thức ăn và uống sâm panh, trước khi thực hiện một loạt những động tác vũ đạo. Trong phần độc tấu guitar, mỗi vũ công cầm trên tay một cây guitar điện.

## Danh sách nhạc
| Tải xuống kĩ thuật số – đĩa đơn | Tải xuống kĩ thuật số – đĩa đơn | Tải xuống kĩ thuật số – đĩa đơn |
| STT                             | Nhan đề                         | Thời lượng                      |
| ------------------------------- | ------------------------------- | ------------------------------- |
| 1.                              | "Kings & Queens"                | 2:42                            |

| Tải xuống kĩ thuật số – acoustic | Tải xuống kĩ thuật số – acoustic | Tải xuống kĩ thuật số – acoustic |
| STT                              | Nhan đề                          | Thời lượng                       |
| -------------------------------- | -------------------------------- | -------------------------------- |
| 1.                               | "Kings & Queens" (Acoustic)      | 3:08                             |

| EP kĩ thuật số – The Remixes | EP kĩ thuật số – The Remixes          | EP kĩ thuật số – The Remixes |
| STT                          | Nhan đề                               | Thời lượng                   |
| ---------------------------- | ------------------------------------- | ---------------------------- |
| 1.                           | "Kings & Queens" (James Carter Remix) | 2:16                         |
| 2.                           | "Kings & Queens" (Until Dawn Remix)   | 3:15                         |
| 3.                           | "Kings & Queens" (MOTi Remix)         | 3:00                         |
| 4.                           | "Kings & Queens" (Fairlane Remix)     | 3:35                         |

## Đội ngũ sản xuất
Thông tin được lấy từ Tidal.
- Amanda Ava Koci – ca sĩ, sáng tác nhạc
- Henry Walter – sáng tác nhạc, sản xuất âm nhạc
- RedOne – sáng tác nhạc, sản xuất âm nhạc
- Chris Gehringer – mastering[h]
- Serban Ghenea – mixing[i]
- Brett McLaughlin – sáng tác nhạc
- Desmond Child – sáng tác nhạc
- Hillary Bernstein – sáng tác nhạc
- Jakke Erixson – sáng tác nhạc
- Madison Love – sáng tác nhạc
- Mimoza Blinsson – sáng tác nhạc

## Bảng xếp hạng
| Bảng xếp hạng (2020–2021)                          | Vị trí cao nhất |
| -------------------------------------------------- | --------------- |
| Úc (ARIA)                                          | 31              |
| Áo (Ö3 Austria Top 40)                             | 12              |
| Bỉ (Ultratop 50 Flanders)                          | 4               |
| Bỉ (Ultratop 50 Wallonia)                          | 9               |
| Brasil (Top 100 Brasil)                            | 91              |
| Canada (Canadian Hot 100)                          | 15              |
| Canada AC (Billboard)                              | 9               |
| Canada CHR/Top 40 (Billboard)                      | 5               |
| Canada Hot AC (Billboard)                          | 1               |
| CIS (Tophit)                                       | 6               |
| Croatia (HRT)                                      | 6               |
| Cộng hòa Séc (Rádio Top 100)                       | 1               |
| Cộng hòa Séc (Singles Digitál Top 100)             | 7               |
| Estonia (Eesti Tipp-40)                            | 30              |
| Châu Âu Digital Song Sales (Billboard)             | 5               |
| Phần Lan (Suomen virallinen lista)                 | 15              |
| Pháp (SNEP)                                        | 32              |
| Đức (GfK)                                          | 16              |
| Thế giới Global 200 (Billboard)                    | 31              |
| Hy Lạp Airplay (IFPI Greece)                       | 11              |
| Greece International Digital Singles (IFPI Greece) | 37              |
| Hungary (Dance Top 40)                             | 1               |
| Hungary (Rádiós Top 40)                            | 1               |
| Hungary (Single Top 40)                            | 3               |
| Hungary (Stream Top 40)                            | 4               |
| Iceland (Plötutíðindi)                             | 11              |
| Ireland (IRMA)                                     | 25              |
| Ý (FIMI)                                           | 38              |
| Lithuania (AGATA)                                  | 24              |
| Mexico Airplay (Billboard)                         | 23              |
| New Zealand Hot Singles (RMNZ)                     | 20              |
| Hà Lan (Dutch Top 40)                              | 3               |
| Hà Lan (Single Top 100)                            | 9               |
| Na Uy (VG-lista)                                   | 7               |
| Ba Lan (Polish Airplay Top 100)                    | 1               |
| Bồ Đào Nha (AFP)                                   | 77              |
| Romania (Airplay 100)                              | 5               |
| Nga Airplay (Tophit)                               | 25              |
| Scotland (OCC)                                     | 5               |
| Slovakia (Rádio Top 100)                           | 4               |
| Slovakia (Singles Digitál Top 100)                 | 16              |
| Slovenia (SloTop50)                                | 1               |
| Tây Ban Nha (PROMUSICAE)                           | 74              |
| Thụy Điển (Sverigetopplistan)                      | 21              |
| Thụy Sĩ (Schweizer Hitparade)                      | 5               |
| Anh Quốc (OCC)                                     | 19              |
| Ukraina Airplay (Tophit)                           | 3               |
| Hoa Kỳ Billboard Hot 100                           | 13              |
| Hoa Kỳ Adult Contemporary (Billboard)              | 3               |
| Hoa Kỳ Adult Pop Airplay (Billboard)               | 1               |
| Hoa Kỳ Dance/Mix Show Airplay (Billboard)          | 4               |
| Hoa Kỳ Pop Airplay (Billboard)                     | 2               |
| Hoa Kỳ (Rolling Stone Top 100)                     | 63              |

| Bảng xếp hạng (2020)                      | Vị trí |
| ----------------------------------------- | ------ |
| Áo (Ö3 Austria Top 40)                    | 13     |
| Bỉ (Ultratop Flanders)                    | 15     |
| Bỉ (Ultratop Wallonia)                    | 48     |
| CIS (Tophit)                              | 36     |
| Pháp (SNEP)                               | 81     |
| Đức (Official German Charts)              | 17     |
| Hy Lạp (IFPI)                             | 80     |
| Hungary (Dance Top 40)                    | 12     |
| Hungary (Rádiós Top 40)                   | 26     |
| Hungary (Single Top 40)                   | 10     |
| Hungary (Stream Top 40)                   | 7      |
| Ý (FIMI)                                  | 84     |
| Hà Lan (Dutch Top 40)                     | 21     |
| Hà Lan (Single Top 100)                   | 38     |
| Ba Lan (Polish Airplay Top 100)           | 13     |
| Romania (Airplay 100)                     | 37     |
| Nga Airplay (Tophit)                      | 75     |
| Thụy Điển (Sverigetopplistan)             | 35     |
| Thũy Sĩ (Schweizer Hitparade)             | 14     |
| UK Singles (OCC)                          | 71     |
| Ukraina Airplay (Tophit)                  | 75     |
| Hoa Kỳ Adult Top 40 (Billboard)           | 44     |
| Hoa Kỳ Dance/Mix Show Airplay (Billboard) | 28     |
| Hoa Kỳ Mainstream Top 40 (Billboard)      | 43     |

| Bảng xếp hạng (2021)                  | Vị trí |
| ------------------------------------- | ------ |
| Canada (Canadian Hot 100)             | 33     |
| CIS (Tophit)                          | 48     |
| Global 200 (Billboard)                | 150    |
| Hungary (Dance Top 40)                | 7      |
| Hungary (Rádiós Top 40)               | 28     |
| Hungary (Stream Top 40)               | 47     |
| Hà Lan (Airplay Top 50)               | 47     |
| Nga Airplay (Tophit)                  | 92     |
| Ukraina Airplay (Tophit)              | 28     |
| Hoa Kỳ (Billboard Hot 100)            | 73     |
| Hoa Kỳ Adult Contemporary (Billboard) | 4      |
| Hoa Kỳ Adult Top 40 (Billboard)       | 4      |
| Hoa Kỳ Mainstream Top 40 (Billboard)  | 25     |

## Chứng nhận
| Quốc gia                                                    | Chứng nhận  | Số đơn vị/doanh số chứng nhận |
| ----------------------------------------------------------- | ----------- | ----------------------------- |
| Áo (IFPI Áo)                                                | 2× Bạch kim | 60.000‡                       |
| Bỉ (BEA)                                                    | Bạch kim    | 40.000‡                       |
| Brasil (Pro-Música Brasil)                                  | 3× Bạch kim | 120,000‡                      |
| Canada (Music Canada)                                       | 4× Bạch kim | 320.000‡                      |
| Đan Mạch (IFPI Đan Mạch)                                    | Vàng        | 45.000‡                       |
| Pháp (SNEP)                                                 | Bạch kim    | 200.000‡                      |
| Đức (BVMI)                                                  | Bạch kim    | 300.000‡                      |
| Ý (FIMI)                                                    | Bạch kim    | 70.000‡                       |
| Na Uy (IFPI)                                                | 3× Bạch kim | 180.000‡                      |
| Ba Lan (ZPAV)                                               | 3× Bạch kim | 150.000‡                      |
| Bồ Đào Nha (AFP)                                            | Bạch kim    | 10.000‡                       |
| Tây Ban Nha (PROMUSICAE)                                    | Vàng        | 20.000‡                       |
| Anh Quốc (BPI)                                              | Bạch kim    | 600.000‡                      |
| Hoa Kỳ (RIAA)                                               | 2× Bạch kim | 2.000.000‡                    |
| ‡ Chứng nhận dựa theo doanh số tiêu thụ và phát trực tuyến. |             |                               |

## Lịch sử phát hành
| Quốc gia/vùng lãnh thổ | Ngày                | Định dạng                             | Phiên bản    | Hãng đĩa | Ref.    |
| ---------------------- | ------------------- | ------------------------------------- | ------------ | -------- | ------- |
| Nhiều quốc gia         | 12 tháng 3 năm 2020 | Tải xuống kĩ thuật số Phát trực tuyến | Bản gốc      | Atlantic | [ 32 ]  |
| Ý                      | 10 tháng 4 năm 2020 | Airplay                               | Bản gốc      | Warner   | [ 129 ] |
| Nhiều quốc gia         | 22 tháng 4 năm 2020 | Tải xuống kĩ thuật số Phát trực tuyến | Bản acoustic | Atlantic | [ 33 ]  |
| Nhiều quốc gia         | 30 tháng 4 năm 2020 | Tải xuống kĩ thuật số Phát trực tuyến | The Remixes  | Atlantic | [ 34 ]  |
| Hoa Kỳ                 | 7 tháng 7 năm 2020  | Contemporary hit radio                | Bản gốc      | Atlantic | [ 130 ] |
| Nhiều quốc gia         | 6 tháng 8, 2020     | Tải xuống kĩ thuật số Phát trực tuyến | "Pt. 2"      | Atlantic | [ 131 ] |
| Hoa Kỳ                 | 10 tháng 8 năm 2020 | Adult contemporary                    | Bản gốc      | Atlantic | [ 132 ] |

## Kings & Queens, Pt. 2
Bản phối lại của bài hát có tựa đề "Kings & Queens, Pt. 2" được phát hành vào ngày 6 tháng 8 năm 2020 với sự góp mặt của ca sĩ người Mỹ Lauv và rapper Saweetie. Quá trình thu âm bài hát diễn ra hoàn toàn trong thời gian cách ly do đại dịch COVID-19.

### Sáng tác và lời bài hát
"Kings & Queens, Pt. 2" có thêm một đoạn verse thứ hai hoàn toàn mới của Lauv. Trong đoạn verse này, nam ca sĩ mô tả quan điểm của nam giới khi đang trong mối quan hệ với một người phụ nữ mạnh mẽ, độc lập. Điểm đặc biệt của ca khúc là Lauv sử dụng Auto-Tune khi hát, khác với phong cách trữ tình thường thấy của mình. Saweetie cũng thêm vào ca khúc một đoạn rap với nội dung đề cập đến việc nâng cao vị thế của người phụ nữ.

### Danh sách nhạc
| Tải xuống kĩ thuật số – Kings & Queens, Pt. 2 | Tải xuống kĩ thuật số – Kings & Queens, Pt. 2 | Tải xuống kĩ thuật số – Kings & Queens, Pt. 2 |
| STT                                           | Nhan đề                                       | Thời lượng                                    |
| --------------------------------------------- | --------------------------------------------- | --------------------------------------------- |
| 1.                                            | "Kings & Queens, Pt. 2" (Lauv và Saweetie)    | 2:55                                          |